# 光陽郡
光陽郡（クァンヤンぐん、こうようぐん、朝鮮語: 광양군）は、大韓民国全羅南道にあった郡。現在は光陽市の一部である。

## 歴史

### 高麗時代
- 940年（太祖23年） - 「馬老」（牟婁）・「曦陽」から現在の地名である「光陽」に改称。
- 983年（成宗2年） - 全国に12の牧を設置と同時に昇平郡が昇州牧に昇格。
- 1108年（睿宗3年）あるいは1172年（明宗2年） - 監務が廃止され、昇州から分離。あわせて18の部曲が光陽郡の管轄になる。[1]

### 李氏朝鮮時代
- 1392年 - 李氏朝鮮建国。監務が県監になり、完全に独立な行政単位となった。
- 1597年 - 小西行長の兵隊が光陽邑城を占領したが、全羅兵使・李光岳と求礼県監・李応書が統率した朝鮮兵隊によって奪還。邑城が廃墟になり、県も一時的に順天都護府の管轄下に入った。
- 1600年から1604年 - 廃墟化した邑城の復旧とともに、県が再置された。
- 面里制が敷かれるとともに、県内に12面が成立した。1789年の時点で、県内には3706戸、17586人があり、女性のほうが男性のほうよりやや多い。
  - 牛蔵面・沙羅谷面（四谷面）・骨若面（七骨若面）・玉谷面・津上面・津下面・月浦面・多鴨面・七星面・仁徳面・内面・玉龍面
- 1869年（高宗6年）と1889年（高宗26年）に2回の農民蜂起が発生。
- 1894年 - 東学党運動で光陽県内には多くの東学教徒が逮捕・殺害された。
- 1895年6月23日（陰暦閏5月1日） - 二十三府制による行政区域再編で、県制が廃止されるため、光陽郡に昇格し、南原府の管轄となる。[2]
- 1896年
  - 2月 - 突山郡の設置により、光陽郡に属した9つの島が同郡に編入。
  - 8月4日 - 十三道制によって全羅南道所属の四等郡になる。[3]

### 近代・現代
- 1914年4月1日 - 郡面併合により、突山郡太仁面の一部（猫島を除く）が光陽郡に編入。光陽郡に以下の面が成立。[4]（9面）
  - 光陽面・鳳岡面・仁徳面・玉龍面・骨若面・玉谷面・津上面・多鴨面・津月面

| 朝鮮総督府令第111号 |            |                                                                |
| 旧行政区画 | 新行政区画 | 新行政区画                                                     |
| 光陽郡紗谷面 | 光陽面     | 용강리、사곡리、익신리、죽림리、초남리                         |
| 光陽郡牛藏面 | 光陽面     | 목성리、우산리、읍내리                                         |
| 光陽郡七星面 | 光陽面     | 구산리、칠성리                                                 |
| 光陽郡仁德面 | 仁德面     | 덕례리、도월리、세풍리、인동리、인서리                         |
| 光陽郡鳳岡面 | 鳳岡面     |                                                                |
| 光陽郡骨若面 | 골약면     | 도이리、성황리、중군리、황길리、황금리、마동리、중동리         |
| 突山郡太仁面 | 골약면     | 태인리、금호리                                                 |
| 光陽郡津下面장좌리/내망리/외망리/구룡리、선소리/이정리、마동리/방죽리/용연리/구덕리、아동리/신답리/신덕리、진목정리/삼정리/선동리/중산리、차동리/사동리 | 津月面     | 망덕리、선소리、마룡리、신아리、진정리、차사리                 |
| 光陽郡月浦面금동리/신송리/구송리/마현리、구동리/신기리、오추리/추동리/사평리/돈탁리、월포리/문암리/월등리/가길리                                        | 津月面     | 송금리、신구리、오사리、월길리                                 |
| 光陽郡津上面 | 津上面     | 금이리、비평리、섬거리、어치리、지원리、청암리、황죽리         |
| 光陽郡玉龍面 | 玉龍面     | 동곡리、산남리、용곡리、운곡리、운평리、율천리、죽천리、추산리 |
| 光陽郡多鴨面 | 多鴨面     | 고사리、금천리、도사리、신원리、하천리                         |
- 1915年1月1日 - 多鴨面の一部が慶尚南道河東郡徳陽面に編入。（9面）
- 1925年4月1日 - 仁徳面[5]が光陽面に編入。（8面）
- 1949年8月14日 - 光陽面が光陽邑に昇格。[6]（1邑7面）
- 1966年6月1日 - 骨若面太仁里・金湖里を管轄する太仁出張所を設置。[7]
- 1973年7月1日 - 骨若面松獐里が麗川郡栗村面に編入。[8]（1邑7面）
- 1983年2月15日 - 骨若面太仁出張所が太金面に昇格。[9]（1邑8面）
- 1986年1月1日 - 骨若面・太金面および玉谷面広英里を管轄する全羅南道光陽出張所を設置。
- 1989年1月1日 - 全羅南道光陽出張所の管轄区域が東光陽市に昇格・分離。[10]（1邑6面）
- 1995年1月1日 - 光陽郡が東光陽市と合併し、光陽市が発足。これにより光陽郡は廃止。[11]